# Луганський національний аграрний університет
Луга́нський націона́льний агра́рний університе́т (ЛНАУ) — колишній державний вищий навчальний заклад IV рівня акредитації, який існував у 1921-2021 роках. Через російсько-українську війну 2014 року університет був вимушений переїхати до Харкова, 2018 року до Старобільська. У 2021 році аграрний університет було реорганізовано шляхом приєднання до Східноукраїнського національного університету імені Володимира Даля.

## Історія
У 1914 році було побудовано одноповерхова будівля сільськогосподарської школи. У жовтні 1921 року Донецький губернський відділ освіти ухвалив рішення про створення сільськогосподарського інституту.
Восени 1930 року він був перейменований в інститут овочівництва. У 1934 році інститут знову перейменовують — в інститут плодоовочівництва з навчально-дослідним господарством, а 1936 реорганізують у сільськогосподарський інститут.
Прогресивний розвиток інституту було перервано нацистсько-радянською війною. Новий навчальний корпус був перебудований під військовий госпіталь.
У вересні 1945 року в урочистій обстановці відбувся перший післявоєнний випуск агрономів. У 1946 році було організовано заочне відділення з підготовки фахівців, яке відразу отримало визнання [джерело?]у трудящих.
З 1960 по 1980 року в інституті були побудовані: навчальний корпус факультету механізації сільського господарства, новий головний корпус, корпус факультету сільськогосподарського будівництва, три гуртожитки для студентів, їдальня, великий фізкультурний комплекс.
20 жовтня 2014 року Міністерство аграрної політики та продовольства України вирішує до завершення російсько-українського збройного конфлікту на Луганщині перевести Луганський аграрний університет на нову базу — Харківського національного технічного університету сільського господарства імені Петра Василенка.
На сьогоднішній день в університеті діють 2 факультети та 4 навчально-наукові інститути, кожен з яких розташований в окремому корпусі, до послуг студентів добре обладнані аудиторії, сучасна техніка, бібліотека, 8 гуртожитків, спортивний комплекс. 
А вже від 20 серпня 2018 року Міністерством освіти і науки України було прийнято рішення щодо повернення Луганського національного аграрного університету до Луганської та Донецької областей. Адміністрацією університету були виділенні основні точки дислокації університету, цими точками стали відокремлені структурні підрозділи ЛНАУ у Луганській та Донецькій областях. Вже з вересня 2019 року Луганський національний аграрний університет розпочав навчання у Костянтинівці, Слов'янську, Старобільську.
У листопаді 2021 року розпорядженням Кабінету Міністрів України, за пропозицією Міністерства освіти і науки України, Луганський національний аграрний університет було реорганізовано шляхом приєднання до Східноукраїнського національного університету імені Володимира Даля. У лютому 2022 року у СНУ було утворено аграрний факультет на основі колишнього аграрного університету.

## Структура університету
До складу університету входять: 2 факультети, 4 навчально-наукових інститути, 2 загальноуніверситетські кафедри, 4 відокремлених структурних підрозділи та 1 навчальний центр підготовки, перепідготовки та підвищення кваліфікації кадрів.

### Економічний
- 051 "Економіка";
- 071 "Облік і оподаткування";
- 072 "Фінанси, банківська справа та страхування";
- 073 "Менеджмент";
- 075 "Маркетинг";
- 076 "Підприємництво, торгівля та біржова діяльність".

### Біологічних і харчових технологій
- 204 "Технологія виробництва і переробки продукції тваринництва";
- 101 "Екологія";
- 181 "Харчові технології".

### ННІ агрономії
- 201 "Агрономія";
- 205 "Лісове господарство".

### ННІ механізації сільського господаства
- 208 "Агроінженерія".

### ННІ будівництва
- 192 "Будівництво та цивільна інженерія";
- 193 "Геодезія та землеустрій".

### ННІ ветеринарної медицини
- 211 "Ветеринарна медицина".

### Відокремлені підрозділи
- "Донецький коледж Луганського національного аграрного університету[6]";
- "Костянтинівський коледж Луганського національного аграрного університету[7]";
- "Слов'янський коледж Луганського національного аграрного університету[8]";
- "Старобільський коледж Луганського національного аграрного університету[9]".

Поряд з факультетами та навчально-науковими інститутами існують загальноуніверситетські кафедри: кафедра загальноосвітніх дисциплін та кафедра історико-філософських дисциплін.

## Луганський державний обласний навчальний центр підготовки, перепідготовки та підвищення кваліфікації кадрів АПК ЛНАУ.
- Облік і аудит
- Менеджмент організацій
- Механізація сільського господарства
- Землевпорядкування та кадастр
- Агрономія
- Промислове та цивільне будівництво
- Технологія переробки м'яса і м'ясних продуктів
- Технологія переробки молока і молочних продуктів

Після закінчення навчання видається диплом спеціаліста державного зразка.

## Нагороди та репутація
Луганський національний аграрний університет бере участь у різноманітних рейтингах вищих навчальних закладів України та світу, а саме: входить до академічного рейтингу вищих навчальних закладів Міністерства освіти і науки України, який проводить центр міжнародних проектів "Євроосвіта" у партнерстві з міжнародною групою експертів IREG Observatory on Academic Ranking and Excellence «Топ-200 Україна 2018», також, університет увійшов у рейтинг топ 200 консолідованих вишів України 2018 року. 

## Відомі випускники та викладачі
- Акентьєва Лідія Ісаївна (1925) — українська та радянська ґрунтознавиця, докторка, професорка.
- Литвинов Олександр Михайлович (Вєня Д'ркин) (1970—1999) — музикант, співак
- Грабовець Анатолій Іванович (1939) — український і російський вчений-рослинник, фахівець з селекції і насінництва польових культур. Член-кореспондент РАН, РАСГН, академік Національної академії аграрних наук України, доктор сільськогосподарських наук, заслужений агроном РРФСР.
- Гапочка Микола Михайлович (1951) — український політик
- Паяцика Володимир Вікторович (1902—2000) — голова Республіканської і Союзної контори Сортнасіннєовоч, перший редактор журналу «Картопля та овочі»
- Савченко Микола Оникійович (1903—1985) — селекціонер, професор, доктор наук